# Gnav

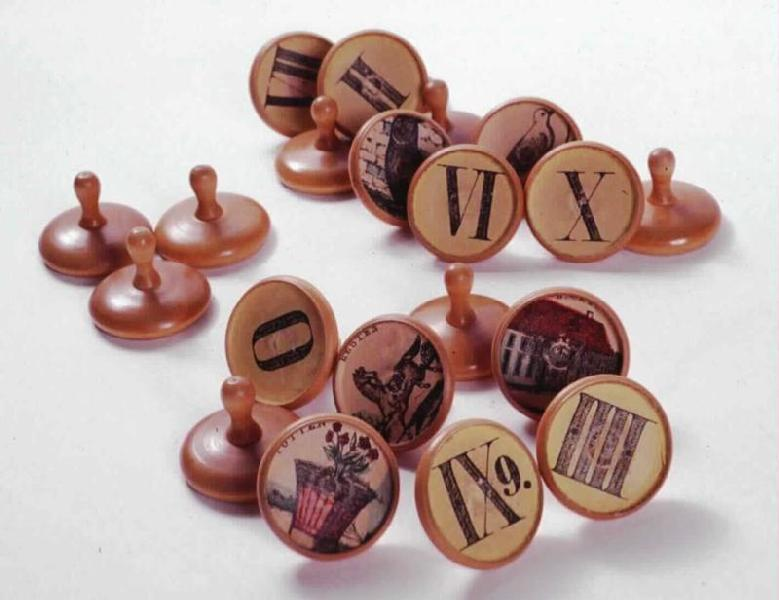
Gnav-Spielsteine

Gnav ist ein traditionelles dänisches und norwegisches Gesellschaftsspiel, das entweder mit speziellen Karten oder Holzsteinen mit ähnlichen Motiven gespielt wurde. Gnavkarten erschienen nach 1820 und das Spiel war bis ca. 1920 beliebt. Gnav kann von 20 oder mehr Spielern gespielt werden, mindestens jedoch von zwei Spielern. Heute ist in Norwegen nur noch die Spielkartenversion erhältlich.
Gnav geht auf das italienische Kartenspiel Cuccù aus dem 18. Jahrhundert zurück, das mit maßgeschneiderten Karten gespielt wurde. Dieses basiert wiederum auf dem viel älteren französischen Spiel Mécontent, dem Vorläufer von Coucou.

## Geschichte

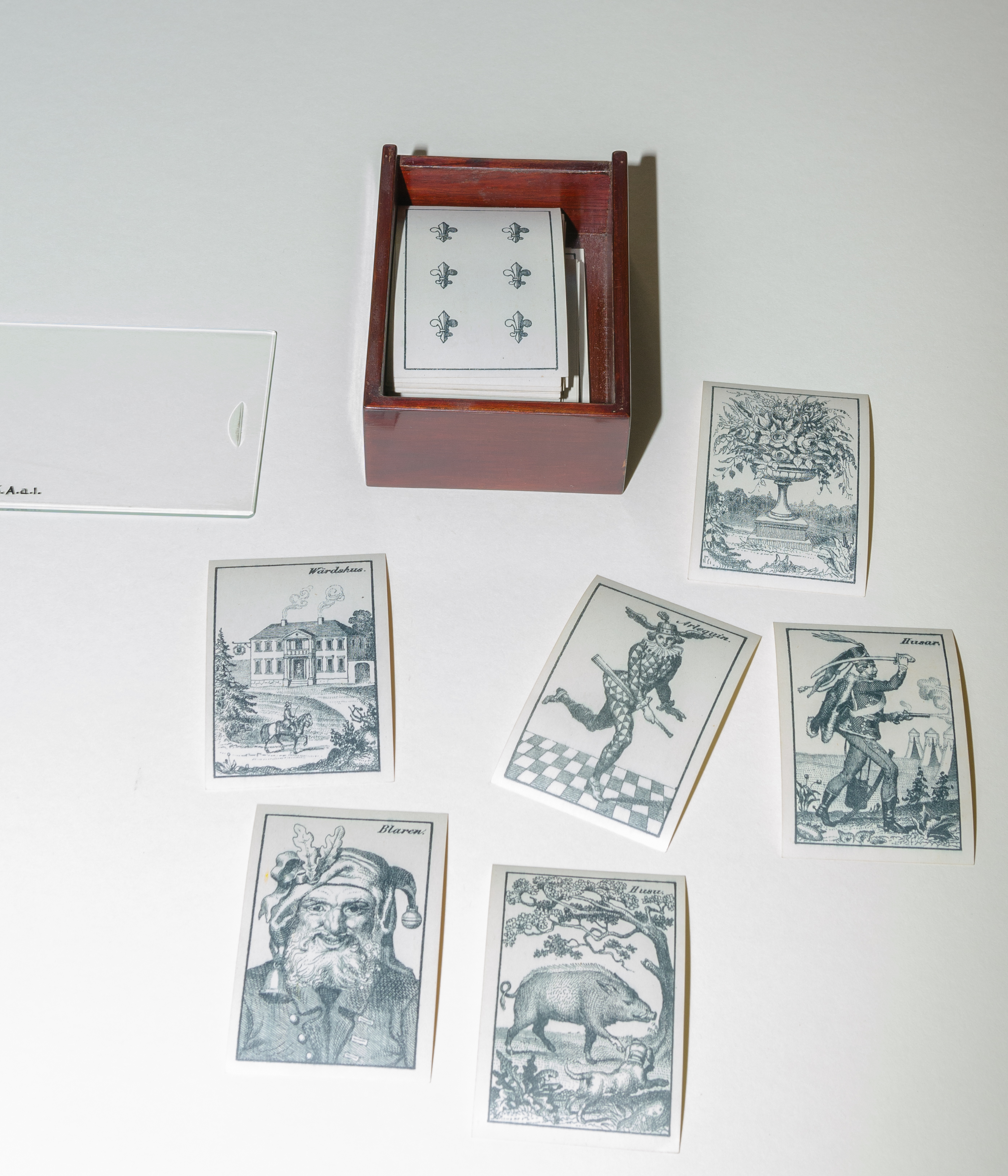
Schwedisches Kille-Kartenspiel von 1897.

Die Ursprünge von Gnav liegen im französischen Kinderkartenspiel Mécontent („unzufrieden“, d. h. „unglücklich“), dessen erste Erwähnungen aus dem frühen 16. Jahrhundert stammen. Dieses Spiel gelangte Mitte des 16. Jahrhunderts nach Italien, wo es von Luigi Tansillo aus Neapel „Malcontento“. Aber erst im frühen 18. Jahrhundert erschienen die ersten speziellen Kartenspiele dafür, was als Cuccù (Kuckuck) bekannt wurde; das Kartenspiel bestand aus 38 Karten. Wie im Originalspiel waren Farben irrelevant, aber der Rang war wichtig. Das neue Kartenspiel bestand aus zwei identischen Sequenzen mit jeweils 19 Karten, darunter einen Narr. Es ist auch bekannt, dass das Spiel im späten 18. Jahrhundert in Venedig mit hölzernen Spielsteinen gespielt wurde, möglicherweise um die Stempelsteuer umzugehen.
Da das Spiel im 18. Jahrhundert bei Seeleuten und Söldnern beliebt war, verbreitete es sich rasch in andere Teile Europas. Dabei änderte es seinen Namen und führte zu lokalen Variationen in der Anzahl der abgebildeten Karten oder Bilder. Als es als Gniao (italienisch für „Miau“) nach Dänemark gelangte, bestand es aus 42 Karten; Die ersten Kartenspiele wurden in den 1820er oder 1830er Jahren von Jacob Holmblad hergestellt. Das Spiel ist als Gnav bekannt geworden, als es, zur Zeit der Vereinigung beider Länder als Dänemark-Norwegen, von dänischen Beamten nach Norwegen gebracht wurde. Damals wurde es sowohl mit Karten als auch mit Spielfiguren, die Schachbauern ähnelten, gespielt. Letzteres entstand wahrscheinlich unter Christian VI. (1730–1746), dem pietistischen König, während dessen Herrschaft ein Verbot von Kartenspielen eingeführt wurde, um das Elend des rücksichtslosen Glücksspiels zu lindern. Die Beliebtheit des Spiels unter den einfachen Leuten führte jedoch dazu, dass es als Spiel mit Spielfiguren ein neues Leben erhielt. Die Bilder wurden auf die Basis geklebt, sodass sie im Stehen nicht zu sehen waren. Die Männer wurden normalerweise in einer Ledertasche aufbewahrt. Da es kein Kartenspiel mehr war, durfte es sogar sonntags und über Weihnachten gespielt werden. Infolgedessen wandelte es sich im 19. Jahrhundert vom Glücksspiel zum Kinderspiel und gilt bis heute als Weihnachtsspiel. In Norwegen werden sowohl das Kartenspiel als auch die Variante mit Spielfiguren noch immer gespielt. Gnav gelangte auch in die Niederlande, wo es als Slabberjan bekannt wurde.
Das Spiel wird erstmals 1741 in Schweden als Cambio (italienisch für „Tausch“) erwähnt, auch Campio, Camphio, Camfio oder Kamfio genannt. 1833 wurde daraus Kille (wahrscheinlich eine Abwandlung von „Harlekin“, da für diese Karte in der schwedischen Version des Spiels spezielle Regeln galten), das um 1850 zur gängigen Spielform wurde.
1979 wurde anlässlich einer Spieleausstellung ein neues Gnav-Spielspiel von Astrid Pilegaard Larsen produziert, um das Spiel aus der Vergessenheit zu retten. Gnav-Spiele sind in Norwegen noch heute erhältlich.

## Spielausrüstung
Die Holzfiguren in der Figurenversion ähneln den Bauern im Schach. Die Figur ist auf der Unterseite vermerkt und daher während des Spiels unsichtbar. In der Kartenversion besteht das Kartenspiel aus 42 Karten, bestehend aus zwei Sätzen mit je 21 unterschiedlichen Karten, die in der Reihenfolge von der höchsten zur niedrigsten wie folgt gewertet werden: 
| Kartennamen und Aktionen in Gnav |                     | |
| Karten-/Figurenname              | Dänisch/ Norwegisch | Aktion bei Herausforderung                                                                                 |
| Kuckuck                          | Gøgen/Gjöken        | Der Spieler sagt: "Halt, Kuckuck!" und die Runde endet.                                                    |
| Dragoner                         | Dragonen            | Der Spieler sagt: "Hack!", der Tauscher zahlt eine Spielmarke.                                             |
| Katze                            | Katten              | Der Spieler sagt: "Miau!", der Tauscher zahlt einen Spielmarke und alle Tausche werden rückgängig gemacht. |
| Pferd                            | Hesten              | Der Spieler sagt: "Pass das Pferd!" und der Tauscher fordert den nächsten in der Reihe heraus.             |
| Haus                             | Huset               | Der Spieler sagt: "Pass das Haus!" und der Tauscher fordert den nächsten in der Reihe heraus.              |
| I – XII oder 1 – 12              | 1 – 12              | Karten getauscht                                                                                           |
| 0                                | 0                   | Karten getauscht                                                                                           |
| Blumentopf                       | Potten              | Karten getauscht                                                                                           |
| Eule                             | Uglen               | Karten getauscht                                                                                           |
| Der Narr                         | Narren              | Karten getauscht                                                                                           |

## Spielregeln
Jeder Spieler erhält zufällig eine einzelne Karte (oder ein Holzstück aus einem Beutel) und prüft ihren Wert. Erhält ein Spieler den Narren, muss er auf den Tisch klopfen, um die anderen Spieler darauf aufmerksam zu machen. Die Spieler erhalten außerdem die gleiche Anzahl an Spielmarken. Das Spiel wird dann an der Reihe fortgesetzt, beginnend links vom Kartengeber. Ein Spieler kann die ausgeteilte Karte entweder behalten (mit „ich stehe“; „jeg står“); oder sie mit der Karte seines linken Nachbarn tauschen (mit „ich wechsele“; „jeg byte ...
Versucht ein Spieler, die gehaltene Karte mit einer der fünf höchsten Karten des Stapels (Bildkarten, bekannt als Matadore), zu tauschen, wird der Tausch verhindert. Je nach Matador des Gegners folgt eine weitere Aktion:
- Kuckuck: Der Spieler, der die Karte hält, sagt „Kuckuck!“ oder „Halt! Kuckuck!“, und die Runde endet sofort.
- Dragoner: Der Spieler, der die Karte tauschen wollte, sagt „Schlag!“ ("hugg av"), und der Spieler, der versucht hat, Karten zu tauschen, muss eine Marke in den Pool zahlen. Anschließend geht es mit dem Spieler links vom Dragoner weiter.
- Katze: Der Spieler, der die Karte hält, sagt „Miau!“ oder zischt wie eine Katze und sagt „Wechsel zurück!“ ("kiss, bytt om"), der Herausforderer zahlt eine Marke in den Pool, und das Spiel wird zurückgesetzt, sodass jeder Spieler die Karte hat, mit der er begonnen hat.
- Pferd oder Haus: Der Spieler, der die Karte hält, sagt „Pferd vorbei!“ ("hest vorbi") oder „Haus vorbei!“ ("hus vorbi"), und der Tauscher muss nun mit dem Spieler links vom Spieler tauschen (oder mit der obersten Karte des Stapels, wenn der Spieler gleichzeitig der Geber ist).

Am Ende der Runde decken alle Spieler ihre Karten auf, und der Spieler mit der niedrigsten Karte verliert die Runde. Bei Gleichstand verlieren beide. War die niedrigste Karte der Narr, verlieren sowohl der Spieler mit der nächstniedrigeren Karte als auch der Spieler mit der nächstniedrigeren Karte. Ein verlierender Spieler zahlt eine Marke in den Pool und scheidet aus, wenn er keine Spielmarken mehr hat. Der letzte verbleibende Spieler ist der Gewinner.
Anstelle von Spielmarken können die Spieler auch mit Kreide und Schiefertafel punkten. Spieler erhalten Striche (////) auf der Schiefertafel, anstatt Spielmarken in den Pool zu zahlen, und ein Spieler scheidet aus, wenn er eine vereinbarte Anzahl von Strichen erreicht hat.

## Verwandte Spiele

### Hypp
Hypp-Kartenspiele wurden in Norwegen bis in die 1980er Jahre hergestellt, und das Spiel ist in Dänemark bereits seit 1859 als Hyp bekannt. Sie ähnelten den Gnav-Kartenspielen, bestanden aber nur aus einem Satz mit 21 verschiedenen Karten. Ein den Karten beiliegender Regelsatz vertauscht die Reihenfolge von Eule und Narr. Die Karten waren früher einköpfig, die neuesten Kartenspiele von Saga Kunstforlag waren jedoch doppelköpfig.
Hypp ist ein Glücksspiel, bei dem die Karten in „Haufen“ (daher der Name) ausgeteilt werden und die Spieler auf die Karten am unteren Rand jedes Haufen setzen. Es scheint mit dem französischen Spiel Petits Paquets, dem 1674 von Charles Cotton beschriebenen Spiel Bankafalet und dem alten tschechischen Spiel Hromadky verwandt zu sein, das bereits 1609 bekannt ist.

### Slabberjan
Ähnlich wie Gnav, aber mit anderer Rangfolge (vom höchsten zum niedrigsten): Kavalier (Kap-af) > Vogel (Vogel) > Katze (Poesje) > Taverne (Herberge) > Zahlenkarten 12 bis 1 > 0 (Null) > Blank (Blind, eine leere Karte) > Topf (Pot) > Maske (Smoel) > Narr (Nar).

### Kille
Das Deck besteht aus eine Farbe mit 42 Karten, die zwei mal 21 verschiedenen Karten hat, und zwar in der Rangfolge (von der höchsten zur niedrigsten):
| Kartennamen und Aktionen in Kille |            | |
| Kartenname                        | Schwedisch | Aktion bei Herausforderung |
| Kuckuck                           | Kuku       | Der Karteninhaber sagt: „Kuckuck steht!“, die Runde endet und alle decken ihre Karten auf.                                               |
| Husar                             | Husar      | Der Karteninhaber sagt: „Husar schlägt zu!“, der Tauscher ist draußen.                                                                   |
| Schwein                           | Husu, Gris | Der Karteninhaber sagt: „Das Schwein beißt zurück!“, es gibt keinen Tausch und alle vorherigen Tauschvorgänge werden rückgängig gemacht. |
| Kavalier                          | Kavall     | Der Inhaber sagt: „Kavalier vorbei!“, und der Tauscher fordert den nächsten in der Reihe heraus.                                         |
| Gasthaus oder Taverne             | Värdshus   | Der Inhaber sagt: „Gasthaus vorbei!“, und der Tauscher fordert den nächsten in der Reihe heraus.                                         |
| 1 – 12                            | 1 – 12     | Karten getauscht |
| Kranz                             | Kransen    | Karten getauscht |
| Blumentopf                        | Blompotten | Karten getauscht |
| Maske                             | Blaren     | Karten getauscht |
| Harlekin                          | Harlekin   | Je nach Situation |

### Cuccù
Das moderne Kartenspiel besteht aus zwei gleiche Sätze von je 20 Karten, die in der Rangfolge (von der höchsten zur niedrigsten) sind:
| Kartennamen und Aktionen in Cuccù |                | |
| Kartenname                        | Italienisch    | Aktion bei Herausforderung                                                                                               |
| Kuckuck                           | Cucco (XV)     | Der Karteninhaber sagt „Kuckuck!“, und es findet kein Tausch statt.                                                      |
| Jäger (XIIII)                     | Bum, Tuff      | Der Karteninhaber sagt „Knall!“, und es findet kein Tausch statt, und der Tauscher verliert eine Spielmarke.             |
| Pferd (XIII)                      | Salta, Cavallo | Der Karteninhaber wiehert, und der Tauscher muss versuchen, mit dem Nächsten in der Reihe zu tauschen.                   |
| Katze (XII)                       | Gnaf           | Der Karteninhaber miaut; der Tauscher verliert eine Spielmarke. Frühere Tauschvorgänge können rückgängig gemacht werden. |
| Taverne (XI)                      | Taverna        | Der Karteninhaber fragt: „Bleibst du kurz?“ Der Tauscher kann versuchen, einen Tausch zu fördern.                        |
| I – X                             | I – X          | Karten getauscht |
| Nulla                             | Nulla          | Karten getauscht |
| Eimer                             | Secchio        | Karten ausgetauscht |
| Maske                             | Maschera       | Karten ausgetauscht |
| Löwe                              | Leone          | Karten ausgetauscht |
| Der Narr                          | Matto          | Abhängig von der Situation                                                                                               |

Im heutigen Italien wird das Spiel nach den ursprünglichen Regeln nur noch in den kleinen Abruzzen-Städten Campli und Montorio al Vomano, beide in der Provinz Teramo, gespielt. Dieselben Karten werden auch in den Provinzen Brescia und Bergamo verwendet, allerdings für ein völlig anderes Stichspiel.

### Vogelspiel oder Hexenspiel
Das Kartenspiel besteht aus 32 Karten mit 10 Paaren unterschiedlicher Bildkarten, aber nur einem Satz mit 12 Zahlenkarten. Die Rangfolge der Karten ist wie folgt:
| Kartennamen und Aktionen im Hexenspiel oder Vogelspiel |                          |                                                                                                 |
| Kartenname                                             | Österreichisch/Bayerisch | Aktion bei Herausforderung                                                                      |
| Vogel                                                  | Pfeiff                   | Es findet kein Tausch statt, der Tauschende verliert zwei von drei Leben.                       |
| Wache                                                  | Werda                    | Es findet kein Tausch statt, der Tauschende verliert ein Leben.                                 |
| Katze                                                  | Miau                     | Es findet kein Tausch statt, der Tauschende verliert ein Leben.                                 |
| Pferd                                                  | Hott                     | Es findet kein Tausch statt, der Tauschende verliert ein Leben.                                 |
| Taverne                                                | Einkerth                 | Es findet kein Tausch statt, der Tauschende verliert ein Leben.                                 |
| I – X                                                  | I – X                    | Karten getauscht. Hinweis: Einige Kartenspiele enthalten XI und XII anstelle von zwei „Nullas“. |
| Nulla                                                  | Nulla                    | Karten getauscht. Hinweis: Einige Kartenspiele enthalten XI und XII anstelle von zwei „Nullas“. |
| Teller                                                 | Deller, Teller           | Karten getauscht                                                                                |
| Würstchen                                              | Wurst                    | Karten getauscht                                                                                |
| Glas                                                   | Glas                     | Karten getauscht                                                                                |
| Der Narr                                               | Narr                     | Karten getauscht                                                                                |
| Hexe                                                   | Hex                      | Karten getauscht                                                                                |

## Bibliography
- Bauer, Günther G.: "Das Salzburger Hexenspiel", in: Homo Ludens. Der Spielende Mensch II (1992), G.G. Bauer (ed.). Munich & Salzburg: Katzbichler, ISBN 3-87397-334-0, S. 239–282.
- Thierry Depaulis: Quand le Cuccu est Mécontent. In: L'As de Trèfle. 11. Jahrgang, 1981, S. 23–24 (französisch).
- Jensen, K. Frank (1980). "Playing-cards in Denmark" in The Journal of the Playing-Card Society, Vol. 8, No. 4 (May 1980), S. 118ff. Beschreibung von Gnav-karten und -steine auf S. 128–129 (englisch).
- Kastner, Hugo Die große Humboldt-enzyklopädie der Kartenspiele pg. 30 Humboldt (2205) ISBN 3-89994-058-X
- Kimihiko Kuromiya: A Note on the History of Cuccù. In: The Playing-Card. 39. Jahrgang, Nr. 4, 2011, S. 232–233 (englisch).
- Kuromiya, Kimihiko (2015). "Playing the Game: Gnav in Germany", in The Playing-Card, Bd. 43, Nr. 4 (April–Juni 2015). S. 237–238 (englisch).
- Alexandra Muller: A Curious Reunion of Italian Collectors. In: The Playing-Card. 37. Jahrgang, Nr. 1, 2008, S. 7 (englisch).
- Franco Pratesi: Italian Cards-New Discoveries 13: Cards and Men for Cucu. In: The Playing-Card. 19. Jahrgang, Nr. 2, 1990, S. 75–76 (englisch).
- Smith, A. G. (1991a). "The 'Cambio' Packs and the Games Played with Them. I. Hexenspiel and Quittli" in The Playing-Card, Bd. XIX, Nr. 3 (Februar 1991), S. 93ff (englisch).
- A.G. Smith: The Cambio Packs and the Games played with them II - Hypp, Gnav and Kille. In: The Playing-Card. XIX. Jahrgang, Nr. 4, 1991, S. 118–127 (englisch).
- Anthony Smith: The 'Cambio' Packs and the Games played with them: III Cuccu. In: The Playing-Card. 20. Jahrgang, Nr. 1, 1991, S. 22 (englisch).